# 대방광불화엄경소 권28~30, 권100~102
대방광불화엄경소 권28~30, 권100~102(大方廣佛華嚴經疏 卷二十八~三十, 卷一百~一百二)는 서울특별시 서대문구, (재)아단문고에 있는 목판본 불경이다. 1986년 11월 29일 대한민국의 보물 제892호로 지정되었다.

## 개요
대방광불화엄경은 줄여서 '화엄경'이라고 부르기도 하며, 부처와 중생이 둘이 아니라 하나라는 것을 중요사상으로 한다. 화엄종의 근본 경전으로 법화경과 함께 우리나라 불교사상 확립에 크게 영향을 끼친 경전이다. 
당나라 징관(澄觀)이 쓴『화엄경소』에 대하여 송나라 정원(淨源)이 쉽게 풀이한 책으로, 고려 선종 4년(1087)에 당나라 정원이 대각국사 의천에게 보낸 나무판으로 찍어낸 것이다. 세로 32.2cm, 가로 18.3cm인 권28-30과 세로 34.7cm, 가로 18.6cm인 권100-102가 각각 하나의 책으로 만들어졌다.
원래의 나무판은 두루마리 형식으로 만들기 위해 한판에 20줄의 글자를 새겼는데, 10줄씩 나누어 닥종이에 찍어 냈다. 그리고 이것을 책의 형태로 묶은 뒤 바깥을 두꺼운 표지로 감쌌다. 표지에는 금색으로 제목이 적혀있고, 윗부분 여백의 일부는 불상 안에 넣기 위해서인지 잘라낸 흔적이 보인다.
정원이 보내온 목판은 조선 세종 23년(1441)에 대장경판을 달라고 요구하는 일본에 전해졌다. 이를 통해 당시 송나라와 고려, 그리고 일본으로 이어지는 문화교류의 한 면을 확인할 수 있다.

## 참고 자료
- 대방광불화엄경소 권28~30, 권100~102 - 국가유산청 국가유산포털